# Jaroslav Papoušek
Jaroslav Papoušek, (ur. 12 kwietnia 1929 w Boczkowie Wielkim, zm. 17 sierpnia 1995 w Pradze) – czeski reżyser, scenarzysta, malarz i rzeźbiarz.

## Życiorys
W 1967 roku ukończył studia na wydziale rzeźby praskiej Akademii Sztuk Pięknych, po czym rozpoczął pracę jako rzeźbiarz i karykaturzysta. Był autorem powieści pt. Czarny Piotruś, na podstawie której stworzył wraz z Milošem Formanem scenariusz do filmu o tym samym tytule. Kontynuował pracę w filmie współpracując z Formanem przy filmach Miłość blondynki, Pali się moja panno oraz z Ivanem Passerem przy Intymnym oświetleniu. Jako reżyser zadebiutował w 1968 filmem pt. Najpiękniejszy wiek, jednakże największą sławę przyniósł mu tryptyk o rodzinie Homolków, czyli filmy Straszne skutki awarii telewizora, Hogo-fogo Homolka, Homolkowie na urlopie. W latach 80 Papoušek poświęcił się malarstwu.

## Filmografia

### Reżyser
- 1984 - Všichni musí být v pyžamu
- 1984 - Podróż dookoła mojej głowy
- 1979 - Žena pro tři muže
- 1976 - Rozumiemy się bez słów
- 1974 - Televize v Bublicích aneb Bublice v televizi
- 1972 - Homolkowie na urlopie
- 1970 - Hogo-fogo Homolka
- 1969 - Straszne skutki awarii telewizora
- 1968 - Najpiękniejszy wiek

### Scenarzysta
- 1984 - Všichni musí být v pyžamu
- 1979 - Žena pro tři muže
- 1976 - Rozumiemy się bez słów
- 1974 - Televize v Bublicích aneb Bublice v televizi
- 1972 - Homolkowie na urlopie
- 1970 - Hogo-fogo Homolka
- 1969 - Straszne skutki awarii telewizora
- 1968 - Najpiękniejszy wiek
- 1967 - Pali się moja panno
- 1966 - Intymne oświetlenie
- 1965 - Miłość blondynki
- 1963 - Czarny Piotruś